# Calosoma nyassicus
Calosoma nyassicus is een keversoort uit de familie van de loopkevers (Carabidae). De wetenschappelijke naam van de soort werd voor het eerst geldig gepubliceerd in 1984 door Pierre Basilewsky.